# Oxytropis subverticillaris
Oxytropis subverticillaris är en ärtväxtart som beskrevs av Carl Friedrich von Ledebour. Oxytropis subverticillaris ingår i släktet klovedlar, och familjen ärtväxter. Inga underarter finns listade i Catalogue of Life.